# Федотов, Владимир Сергеевич
Федотов Владимир Сергеевич (род. 13 января 1950, Октябрьск, Куйбышевская область, РСФСР, СССР) — российский баянист, профессор консерватории. Заслуженный артист Российской Федерации (2001), народный артист Республики Татарстан (1993), заслуженный артист Татарской АССР (1986). Лауреат премии комсомола Татарии имени Мусы Джалиля (1990), Государственной премии Республики Татарстан имени Габдуллы Тукая (2010).

## Биография
Родился 13.01.1950 в г. Октябрьск, Куйбышевская область. Место жительства — г. Казань. Гражданство — Российская Федерация.
Музыкальное образование — 1967 г. — музыкальная школа г. Октябрьск, (специальность- баян), 1971 г. — Куйбышевское музыкальное училище (специальность баян и дирижирование), 1979—1984 г. — Казанская государственная консерватория (специальность: баян и дирижирование), 1987 г. — аспирантура при Консерватории (специальность — баян).
Создатель клуба баянистов в г. Казань
В 1967 году состоялся сольный дебют по городскому радио: Концертный этюд фа-минор композитора Г. Шендерева. После окончания музучилища работал баянистом Татарского государственного ансамбля песни и танца ТАССР Татгосфилармонии им. Г. Тукая (1971—1977), затем баянистом-солистом и концертмейстером музыкального-литературного лектория (там же, 1977—1979). Многочисленные гастроли по СССР, за рубежом (Тунис, Сенегал, Бенин, Нигерия), учёба в Казанской консерватории (1979—1984), сольные концерты, учёба в исполнительской аспирантуре при консерватории и работа в ней в качестве преподавателя кл. баяна и кл. дирижирования (1984—1988). По совместительству работал баянистом-концертмейстером и солистом в Народном ансамбле танца ″Ровесник″, в составе которого выезжал на гастроли за рубеж (Венгрия, Греция, Кипр, Япония). Работа в Татарской госфилармонии — солист и концертмейстер (1988—1993), плодотворные годы сольных концертов, а также в составе творческих групп.
Аккомпанировал выдающимся певцам: Р. Ибрагимову, И. Шакирову, А. Галимовой, Р.Аббасову, В. Шариповой, Ф. Аглямовой (Федотовой), Г. Ильясову, З. Нурмухамметову и многим другим. В 1992 г. состоялся первый бенефис, посвященный 20-летию творческой деятельности (Казань, Колонный зал Дома офицеров).
Выступал в таких странах, как: Австрия, Германия, Италия, Польша, Украина, Казахстан, Турция.
В 1986 году Владимир Федотов получил звание заслуженного артиста ТАССР, в 1993 — народный артист РТ, а в 2001 — заслуженный артист Российской Федерации, лауреат Государственных премий РТ им. М. Джалиля(1990) и Г. Тукая (2010).
С 1993 года по настоящее время преподаватель (ныне профессор) ТГГПУ.
На его счету бессчетное количество лауреатств в Международных конкурсах баянистов/аккордеонистов. Владимир Федотов часто приглашается в качестве члена жюри на международные конкурсы.
Лауреат международных (Монтезе, Италия 1 премия, 2005; Нью-Йорк, США «Серебряный» диплом, 2007) и всероссийских конкурсов (как баянист, композитор), лауреат Республиканской премии им. Мусы Джалиля (1990 г.) и многих других.
Ряд концертных обработок и переложений для баяна, научные статьи, метод.пособие, ряд публикаций в СМИ и журналах России.
Среди его учеников очень много лауреатов международных и всероссийских конкурсов, заслуженные артисты Республики Татарстан: Н. Мусин, М. Низамов, Р. Шакирова, Р. Шайдуллин, А. Галимов и др.
Сочинения: авторский сборник концертных произведений для баяна ″Вечерняя Казань″ (Казань, 1998 г.), произведения для баяна с оркестром народных инструментов (1 премия Всероссийского конкурса композиторов, посвященного 70-ю Госоркестра нар. инстр. им. Осипова), музыка к танцам (Татгосансамбль П/Т РТ), соло для баяна, сочинения для баяна: «Пьяццолламания» ,"Еврейские наигрыши", «Очи чёрные», импровизация на тему «Тафтиляу»,- всего более 30 произведений, песни.
Всего сыграно за период с 1967 по 2007 годы около 6000 концертов.
Скрипач Леонид Сонц говорил о Владимире Федотове -« Бог поцеловал его в душу».
Апрель 2019 года — имя Владимира Сергеевича Федотова внесено во «Всемирную энциклопедию лучших аккордеонистов мира», изданную в Нью-Йорке.
Жена — Флера Аглямова, заслуженная артистка ТАССР, певица, колоратурное сопрано, ветеран труда, награждена медалью «1000-е Казани»